# 処仁区

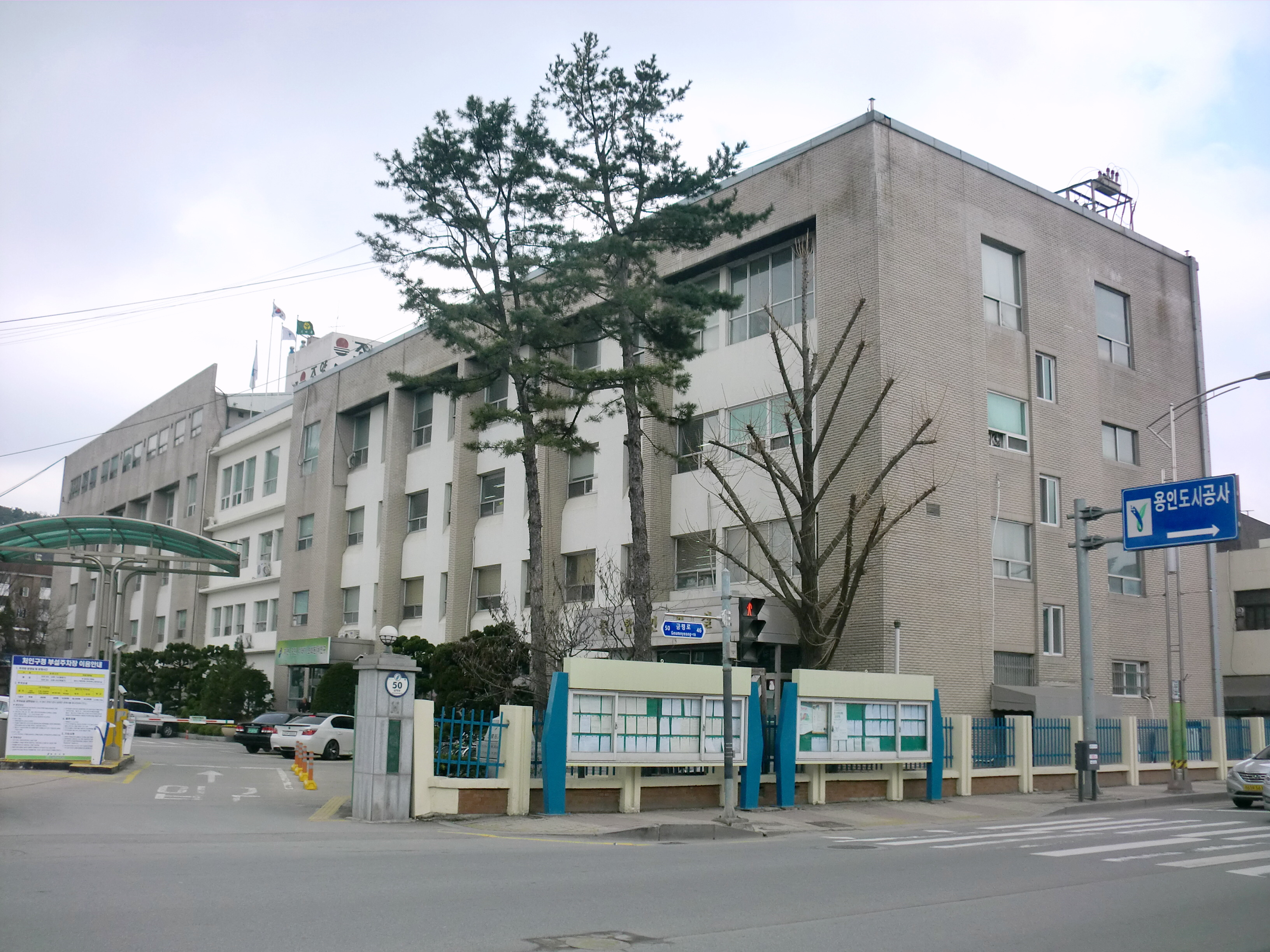
処仁区庁

処仁区（チョインく）は、大韓民国京畿道龍仁市東部に位置する区である。

## 歴史
- 2005年10月31日 - 区制が施行されて処仁区を新設し、蒲谷面は蒲谷邑に昇格した。[2]（1邑6面4洞）

| 龍仁市条例第648号                                                                    |                                                                                            |
| 改編前                                                                               | 改編後                                                                                     |
| 龍仁市蒲谷面                                                                         | 龍仁市処仁区蒲谷邑                                                                         |
| 龍仁市慕賢面、南四面、二東面、遠三面、白岩面、陽智面、中央洞、駅三洞、柳林洞、東部洞 | 龍仁市処仁区慕賢面、南四面、二東面、遠三面、白岩面、陽智面、中央洞、駅三洞、柳林洞、東部洞 |
- 2017年12月11日（3邑4面4洞）
  - 慕賢邑が慕賢邑に昇格。
  - 二東面が二東邑に昇格。
- 2021年2月19日 - 南四面が南四邑に昇格。（4邑3面4洞）

## 行政区画

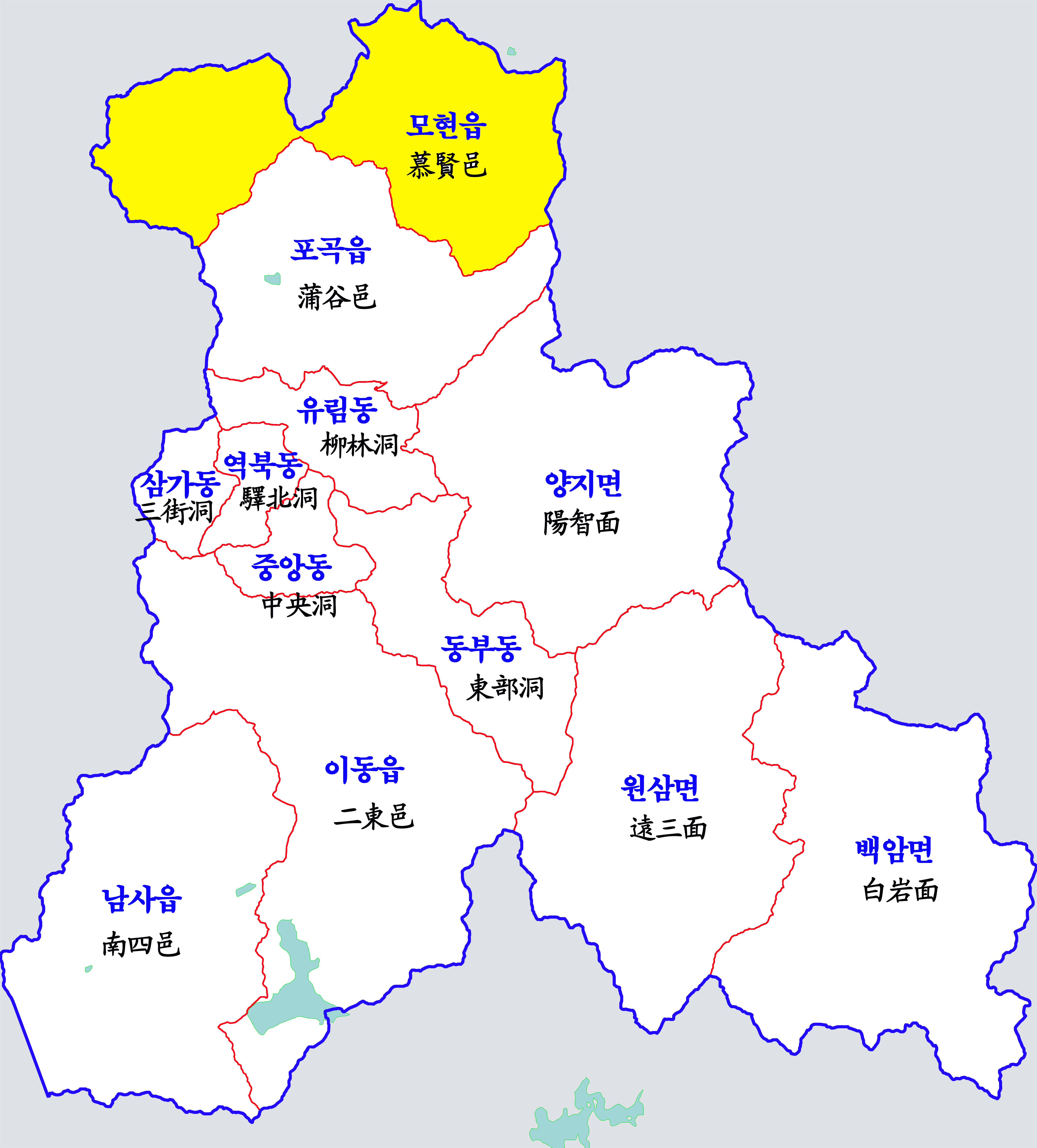
行政区域図

処仁区は5洞3邑4面に分かれる。
| 行政洞・邑・面           | 法定洞・法定里 |
| ------------------------ | --- |
| 中央洞（チュンアンどう） | 金良場洞（キムニャンジャンどう）、南洞（ナムどう） |
| 駅北洞（ヨクプクどう）   | 駅北洞（ヨクプクどう） |
| 三街洞（サムガどう）     | 三街洞（サムガどう） |
| 柳林1洞（ユリミルどう）  | 柳防洞（ユバンどう） |
| 柳林2洞（ユリミどう）    | 柳防洞（ユバンどう）、古林洞（コリムどう） |
| 東部洞（トンブどう）     | 麻坪洞（マピョンどう）、雲鶴洞（ウナクどう）、虎洞（ホどう）、海谷洞（ヘゴクどう） |
| 蒲谷邑（ポゴクゆう）     | 三渓里（サムゲり）、金魚里（クモり）、屯田里（トゥンジョンり）、英門里（ヨンムンり）、麻城里（マソンり）、稼室里（カシルり）、前垈里（チョンデり）、留雲里（ユウンり）、新院里（シヌォンり） |
| 慕賢邑（モヒョンゆう）   | 旺山里（ワンサンり）、葛潭里（カルダムり）、草芙里（チョブり）、日山里（シルサンり）、梅山里（メサンり）、東林里（トンニムり）、陵院里（ヌンウォンり）、呉山里（オサンり） |
| 二東邑（イドンゆう）     | 松田里（ソンジョンり）、魚肥里（オビり）、卯峰里（ミョボンり）、華山里（ファサンり）、時美里（シミり）、徳成里（トクソンり）、墨里（ムクり）、泉里（チョンり）、西里（ソり） |
| 南四邑（ナムサゆう）     | 鳳舞里（ポンムり）、北里（プクり）、通三里（トンサムり）、鳳鳴里（ポンミョンり）、真木里（チンモクり）、元岩里（ウォナムり）、全宮里（チョングンり）、防牙里（バンアり）、倉里（チャンり）、衙谷里（アゴクり）、完庄里（ワンジャンり）                                                           |
| 遠三面（ウォンサムめん） | 高塘里（コダンり）、沙岩里（サアムり）、佐恒里（チャハンり）、孟里（メンり）、弥坪里（ミピョンり）、杜倉里（トゥチャンり）、篤城里（トクソンり）、竹陵里（チュンヌンり）、木新里（モクシンり）、学日里（ハギルり）、文村里（ムンチョンり）、加在月里（カジェウォルり）                           |
| 白岩面（ペガムめん）     | 白岩里（ペガムり）、朴谷里（パッコクり）、栢峰里（ペクポンり）、高安里（コアンり）、玉山里（オクサンり）、長坪里（チャンピョンり）、石川里（ソクチョンり）、湧泉里（ヨンチョンり）、近三里（クンサムり）、近倉里（クンチャンり）、近谷里（クンゴクり）、稼倉里（カチャンり）、加佐里（カジャり） |
| 陽智面（ヤンジめん）     | 陽智里（ヤンジり）、南谷里（ナムゴクり）、坪倉里（ピョンチャンり）、霽日里（チェイルり）、秋渓里（チュゲり）、植金里（シックムり）、定水里（チョンスり）、大垈里（テデり）、朱北里（チュブクり）、松門里（ソンムンり）                                                                           |

## 教育機関
- 韓国外国語大学校

## 交通機関

### 鉄道
- 龍仁軽電鉄（エバーライン）
  - 三街駅 - 市庁・龍仁大駅 - 明知大駅 - 金良場駅 - 運動場・松潭大駅 - 古陳駅 - 洑坪駅 - 屯田駅 - 前垈・エバーランド駅